# Glareòlids
|  | Aquest article tracta sobre els corredors i perdius de mar, ocells de l'ordre dels caradriformes. Pels correcamins, ocells de l'ordre dels cuculiformes, vegeu Geococcyx. |

Els glareòlids (Glareolidae) són una família d'ocells que pertany a l'ordre dels caradriformes (Charadriiformes). Comprenen els corredors i perdius de mar, i també el pluvial.

## Descripció
La característica més notable dins l'ordre és el bec, curt i arquejat amb les fosses nasals a la base.

## Hàbitat i distribució
La família es distribueix pel Vell Món, des d'Àfrica (amb Madagascar) i Europa meridional, Àsia, fins a Austràlia. El lloc al que la família presenta més diversitat és Àfrica, el que fa pensar que és on van evolucionar, però se n'han trobat fòssils del Miocè a França.

## Taxonomia
Alguns autors separen el pluvial egipci a la seva pròpia família, els pluviànids (Pluvianidae). Tradicionalment però, s'han separat en dues subfamílies, amb cinc gèneres i 17 espècies: 
- Subfamília dels cursorinins (Cursoriinae)
  - Gènere Pluvianus
    - Pluvianus aegyptius, Pluvial egipci.

  - Gènere Cursorius
    - Cursorius cursor, Corredor del desert.
    - Cursorius somalensis, Corredor de Somàlia.
    - Cursorius rufus, Corredor de Burchell.
    - Cursorius temminckii, Corredor de Temminck.
    - Cursorius coromandelicus, Corredor de l'Índia.

  - Gènere Rhinoptilus
    - Rhinoptilus africanus, Corredor de dues bandes.
    - Rhinoptilus cinctus, Corredor de tres bandes.
    - Rhinoptilus chalcopterus, Corredor d'ales bronzades.
    - Rhinoptilus bitorquatus, Corredor de Jerdon.
- Subfamília dels glareolins (Glareolinae)
  - Gènere Stiltia
    - Stiltia isabella, Perdiu de mar australiana.

  - Gènere Glareola
    - Glareola pratincola, Perdiu de mar europea.
    - Glareola maldivarum, Perdiu de mar oriental.
    - Glareola nordmanni, Perdiu de mar alanegra.
    - Glareola ocularis, Perdiu de mar de Madagascar.
    - Glareola nuchalis, Perdiu de mar fumada.
    - Glareola cinerea, Perdiu de mar grisa.
    - Glareola lactea, Perdiu de mar menuda.